# 童冠賢
童冠贤（1894年5月16日—1981年8月7日），名启颜，字冠贤，清直隶省张垣特区（今河北省张家口市）阳原县化稍营乡堵泉村人，清末迁居到宣化城（今河北省张家口市宣化区）。

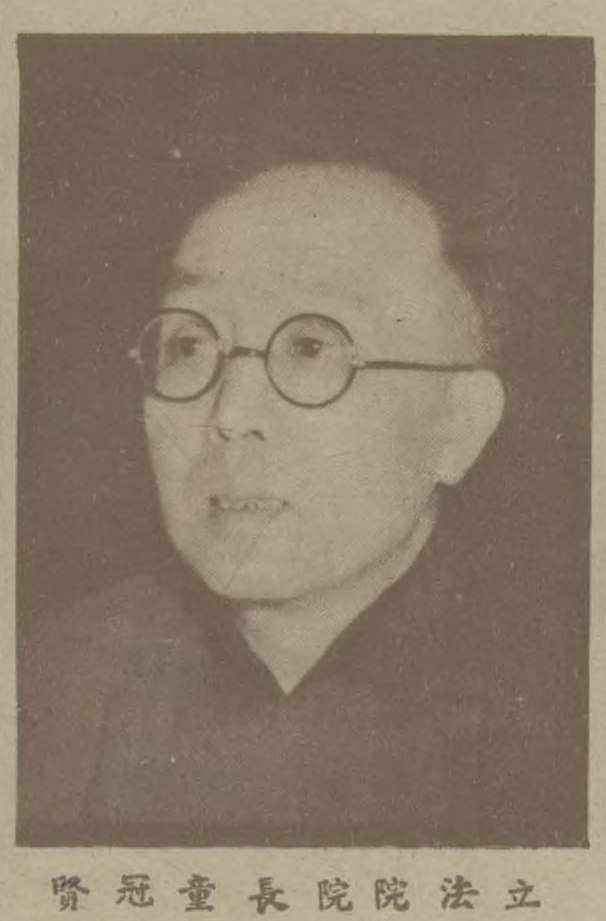

## 从政经历
早年毕业于宣化府中学（今日宣化一中），后考入天津南开大学，后又公费赴日本早稻田大学留学，以后又到美国哥伦比亚大学、英国剑桥大学及德国国立大学研究所研究政治与经济学。在南开大学读书期间，组成抗日组织“新中国学会”，出版刊物抵制和反抗。五四运动期间，童冠贤在国外组织留学同学，声援北京学生的反帝反封建运动。
童冠贤日本留学期间与周恩来共住同一宿舍。在日期间参加了孙中山先生领导的革命组织。1925年回国后担任北京大学教授。后随國民黨元老顾孟余赴广州参加国民北伐革命，遂受命返京任中國國民黨政治委員會华北分会委员。歷任安徽大學教授，法學院院長；國立中央大學教授，法學院院長，教務長。
中国抗日战争期间开启参加救灾工作，胜利后，曾任国民政府善后救济总署冀热平津分署署长同时他保持在抗战时期与美国建立的关系，与联合国救济总署驻京代表蓝赫鲁密切合作，争取衣服、毛毯、奶粉、肉类罐头及药品等物资，救济灾民。还致力于善后建设工作，如建设、修建清华、南开、燕京各大学的教室、校舍，资助保定农学院、医学院与天津工业专科学校的恢复建设，并扩大北平、天津两市的救济工作，永定河上游官厅水库的筹建工程等。
1948年1月，童冠贤当选立法委员。1948年12月24日，立法院選舉正、副院長:8759。童冠賢以196票当选為立法院長:8759。
1949年，他曾和时任監察院院長的于右任受代总统李宗仁之命飞往广州，劝先前播迁到广州的行政院返回南京办公。结果時任行政院院長孙科没有答应。4月28日，立法院長童冠賢攜家帶眷，離開廣州「出國旅行」；他向美國駐廣州公使克拉克透露，他安排立法院在5月6日開會，認為局勢無望，見各人自顧自己利益，相信蔣絕不會自願放棄權力:132。
中華民國政府在第二次国共战争中渐渐失利，播迁到臺灣地區。1949年10月7日，辞去立法院长职务，从此淡出政坛。

## 定居海外
离开大陆后童冠贤先到澳门暂住。1950年转到香港，任崇基学院經濟學系特約講師。1965年，他从教职退休。1973年5月，章士钊到香港筹备重启国共和谈，不料7月1日病逝于香港，童冠贤参加了他的公祭仪式。而后，童冠贤到美国马里兰州巴尔的摩市居住，最后又定居于加拿大。他于1981年8月7日逝世，享年87岁。